# Engayrac
Engayrac ist eine Gemeinde mit 159 Einwohnern (Stand: 1. Januar 2022) in Frankreich im Département Lot-et-Garonne in der Region Nouvelle-Aquitaine (vor 2016: Aquitanien). Engayrac gehört zum Arrondissement Agen und zum Kanton Le Pays de Serres. Die Einwohner werden Engayracais genannt.

## Geografie
Engayrac liegt etwa 18 Kilometer ostnordöstlich von Agen. Umgeben wird Engayrac von den Nachbargemeinden Beauville im Norden, Bourg-de-Visa im Osten, Saint-Maurin im Süden sowie Dondas im Süden und Westen.

## Bevölkerungsentwicklung
| 1962                       | 1968 | 1975 | 1982 | 1990 | 1999 | 2006 | 2018 |
| -------------------------- | ---- | ---- | ---- | ---- | ---- | ---- | ---- |
| 196                        | 171  | 165  | 171  | 163  | 158  | 150  | 166  |
| Quellen: Cassini und INSEE |      |      |      |      |      |      |      |

## Sehenswürdigkeiten
- Kirche Saint-Pierre-aux-Liens aus dem 12. Jahrhundert, Monument historique
- Schloss La Combebonnet aus dem 13. Jahrhundert mit Kapelle aus dem 15./16. Jahrhundert
- Windmühle und Kapelle aus dem 12. Jahrhundert in Campagnac

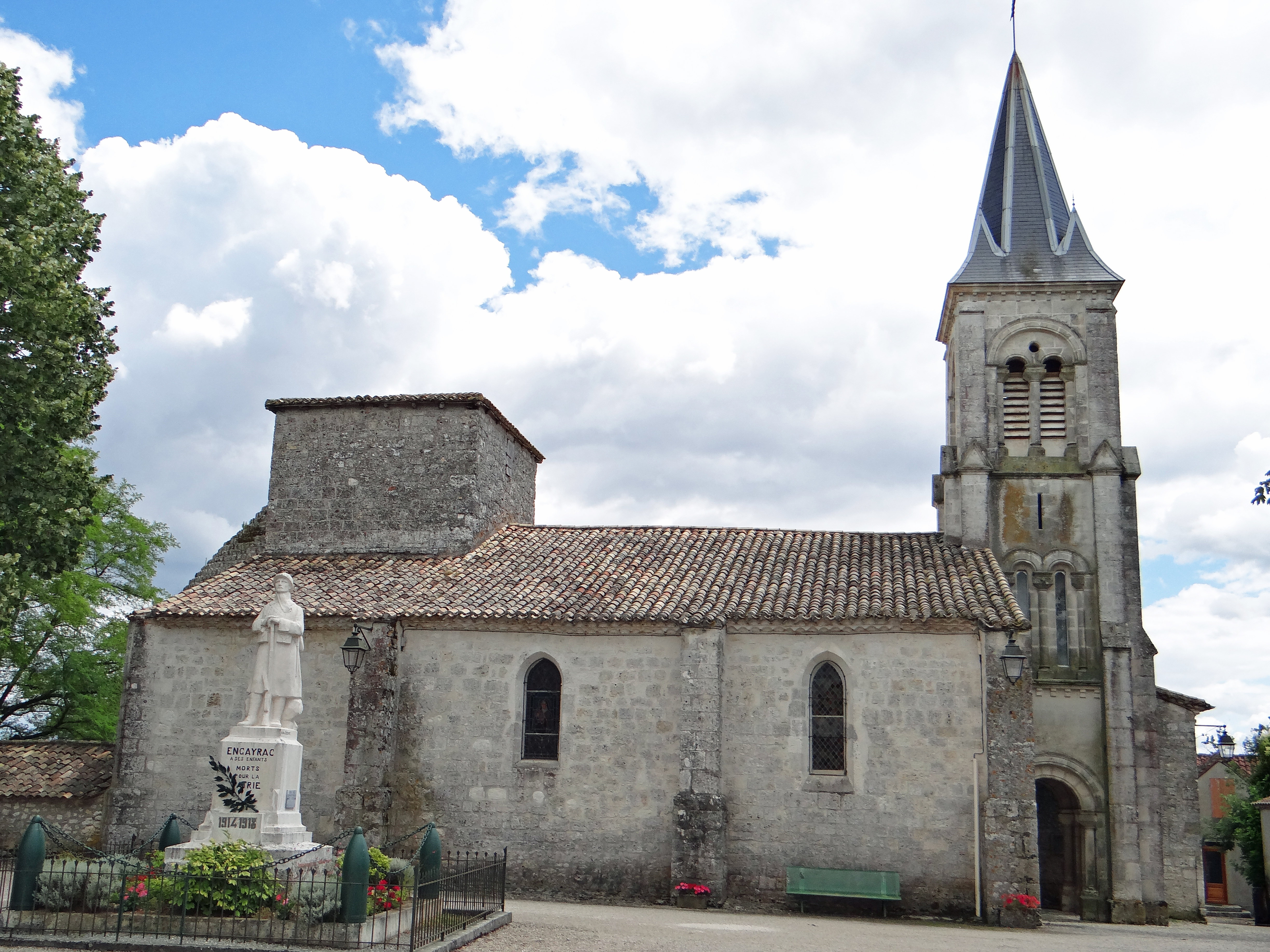
Kirche Saint-Pierre-aux-Liens
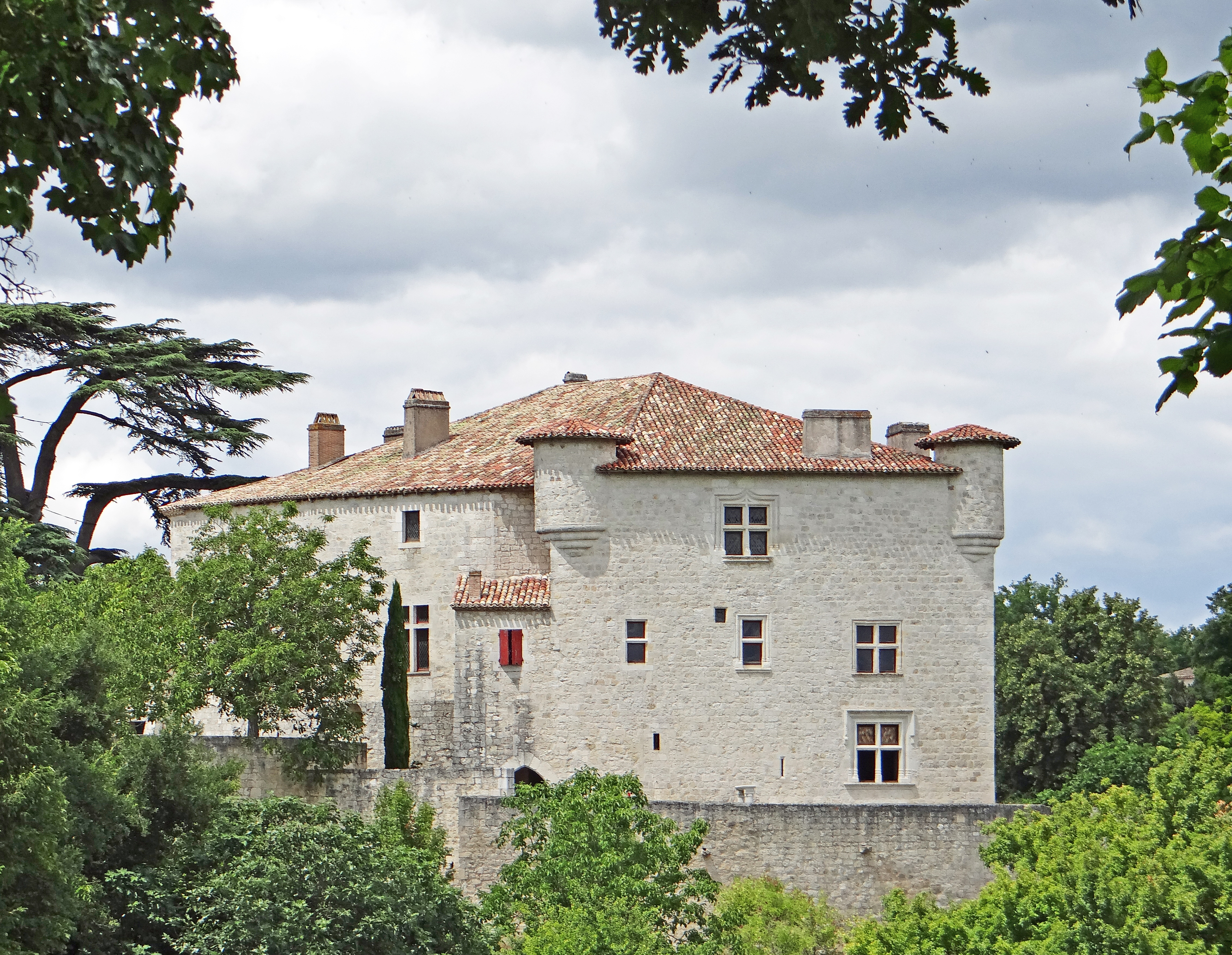
Schloss La Combebonnet